# Éducateur de jeunes enfants

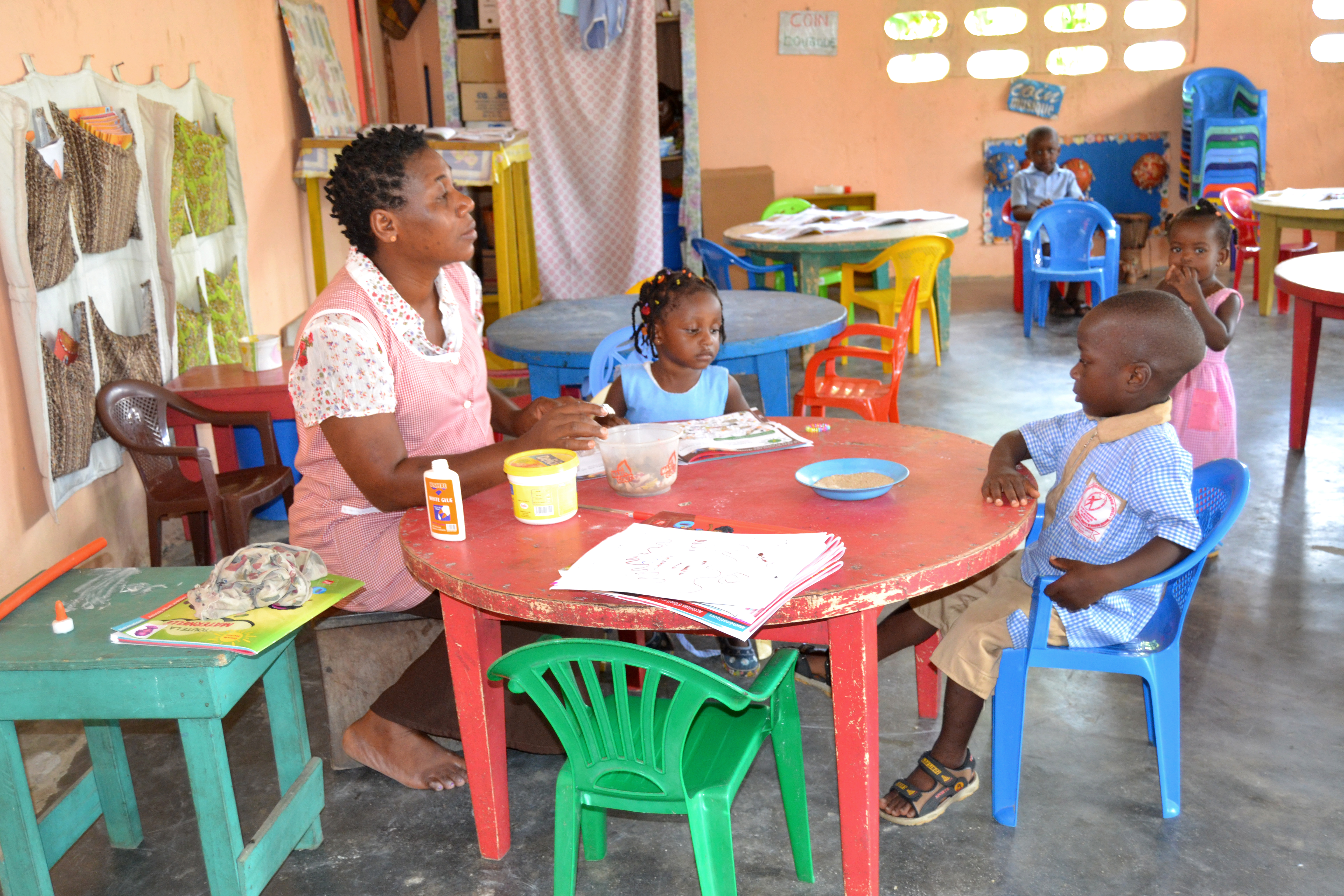
Une éducatrice préscolaire dans un établissement privé à Abidjan, Côte d'Ivoire.

Pour les articles homonymes, voir éducateur et EJE.
L'éducateur de jeunes enfants (EJE) ou éducateur de l'enfance (EDE, Suisse), est un professionnel de la petite enfance ou de l'enfance en général chargé de veiller au développement de l'enfant d'âge préscolaire (0 à 7 ans) et/ou scolaire (0-12 ans en Suisse, au Québec et au Canada), à son éveil, son confort, son épanouissement. Par différentes activités, il cherche à stimuler les capacités intellectuelles, psycho-motrices, émotives, sociales, morales et langagières de l'enfant, pour le préparer à la vie en société. Grâce à un accompagnement personnalisé de l'enfant, il lui permet  de devenir autonome et participe à sa socialisation.

## Description
L'éducateur de jeunes enfants aura également un rôle à jouer auprès des parents : sa formation lui permettra de faire émerger chez chaque parent sa propre solution éducative pour qu'il puisse prendre confiance en ses compétences parentales.
Il devra mettre en œuvre le projet pédagogique des structures où il est amené à travailler et sera en ce sens un moteur pour l'équipe qui l'accompagnera.
L'éducateur de jeunes enfants est amené à travailler en partenariat avec les différents acteurs sociaux (assistantes sociales, psychologues...) et les représentants politiques (conseil général, régional...).
L’éducateur de jeunes enfants, et plus largement l’institution dans laquelle il exerce, a souvent une mission sociale, notamment en lien avec la promotion de l’égalité des chances. La mise en œuvre de pratiques favorisant une justice sociale constitue toutefois un défi important pour les professionnels. 

## Par pays

### Canada
Environ 50 % des EJE exercent dans les crèches collectives, les haltes-garderies et dans le secteur associatif [centres de la petite enfance (CPE) et garderies au Québec et au Canada]. Ils sont aussi amenés à travailler dans des instituts spécialisés pour enfants handicapés ou inadaptés, dans certains services départementaux de l'aide sociale à l'enfance comme les pouponnières, les foyers de l'enfance, etc., en milieu hospitalier, en PMI et dans les établissements privés de cure et de prévention, dans les ludothèques, les centres de loisirs, etc. (sauf au Québec où ce sont des techniciens en travail social et des travailleurs sociaux qui peuvent assumer ces rôles). 

#### Québec
Dans la province, l'éducateur à l'enfance qualifié doit normalement détenir un diplôme d'études collégiales (DEC) en techniques d'éducation à l'enfance (3 ans d'études) ou une attestation d'études collégiale (AEC) en petite enfance avec 1664 heures par année pendant 3 ans dans le domaine. L'AEC avec 1664 heures pendant 3 ans équivaut à un DEC donc cela signifie que la personne est considérée formée autant qu'une personne qui a fini son DEC. 
Le Ministère de la Famille autorise toutefois, par une directive, quelques exceptions à la règle.

### France
- Si vous ne connaissez pas le sujet, laissez ce bandeau (vous pouvez alors contacter les auteurs).
- Si vous supprimez le contenu mis en cause (vous pouvez préalablement contacter les auteurs),

argumentez précisément cette suppression dans la page de discussion
(un manque de référence n'est pas un argument ; une recherche réelle de référence doit avoir été effectuée, être formellement documentée).
Selon Daniel Verba (Le Métier d'éducateur de jeunes enfants, La Découverte, 2014), c'est en 1973, à la suite d’une reconfiguration du métier de jardinière d’enfants, qu’apparaissent pour la première fois les éducateurs de jeunes enfants. Sanctionnée par un diplôme d’État délivré par le Ministère des affaires sociales après trois années d’études dispensées dans des centres de formation privés à but non lucratif, la profession d’éducateurs de jeunes enfants est le produit d’une recomposition du secteur de la petite enfance qu’il s’agit de mettre en relation selon Jeannine Verdes-Leroux « avec les stratégies de reconversion des fractions de classe d’où elle est issue. »  Quittant en effet le champ de l’instruction préscolaire auquel était rattachée l’activité de la jardinière d’enfant, l’EJE  rejoint en 1972 dans les nouveaux dispositifs de formation du Ministère de la santé et des affaires sociales les autres intervenants de l’action sociale comme les éducateurs spécialisés auxquels ils sont souvent assimilés ou les assistants de service social. Ce repositionnement de la profession va avoir pour effet de clarifier ses fonctions, d’en permettre l’accès aux hommes, et de lui conférer, grâce au Diplôme d’État, une légitimité  dont ne disposaient pas les jardinières d’enfants.
Sa mission officielle consiste à organiser des activités éducatives personnalisées afin de favoriser le développement des jeunes enfants de 0 à 6 ans partout où ceux-ci sont momentanément ou définitivement séparés de leur milieu familial. Se fondant sur l’affirmation du caractère décisif des premières années de la vie et du rôle irremplaçable de la mère, la profession revendique un savoir fondé sur les apports de la psychologie et de la psychanalyse qui la dispose à entreprendre un travail de prévention auprès des enfants et à « structurer harmonieusement sa personnalité naissante, c’est-à-dire à grandir, à conquérir son autonomie de vie pratique, à développer sa curiosité, ses intérêts, sa capacité d’effort, à établir au bout de tout cela des relations qui soient positives avec son entourage et à accepter les contraintes de la vie en société. »  La référence préférentielle à la psychanalyse vise à résoudre la contradiction idéologique majeure de la profession qui tout en cherchant à se doter d’outils théoriques légitimes, préfère cependant à des sciences trop radicalement expérimentales (comme certains courants de la psychologie et de la sociologie) des disciplines plus souples, plus floues aussi qui lui permettent de satisfaire sa propension à tout ramener à la subjectivité et à “l’affectif”.
Malgré cette clarification de statut et la volonté d’apparaître plus comme des pédagogues capables d’instaurer un climat favorisant l’épanouissement du jeune enfant par des relations heureuses à autrui, que comme des professionnels de l’instruction, le métier d’éducateur de jeunes enfants est encore mal perçu, mal connu, peu mobilisé autour d’objectifs de reconnaissance communs, et trop souvent confondu avec d’autres professions comme  éducateur spécialisé, auxiliaire de puériculture ou encore animateur.  
En effet ceux qui accompagnent quotidiennement les petits enfants, que ce soit dans les crèches, les halte-garderies, les maisons de l’enfance, les foyers, les centres sociaux ou encore les jardins d’enfants, sont mal connus, peu rétribués et de plus stigmatisés par une activité considérée comme relevant uniquement de qualités naturelles ou innées dont chaque femme, en tant que mère virtuelle, peut se prévaloir . Lorsqu’elle ne se manifeste pas tout simplement par l’indifférence ou le mépris, cette stigmatisation prend d’ailleurs très souvent la forme euphémisée de la considération sociale qui relève plus de la pitié que du respect : “Je vous admire de faire ce métier. Moi, je ne pourrais pas…”.
Composés à 98 % de femmes, les 19 300 EJE exerçant actuellement en France (estimation 2012) et métropole représentent donc un groupe socioprofessionnel peu influent, dominé dans presque tous les secteurs où il exerce, que ce soit par les puéricultrices, les éducateurs spécialisés ou les instituteurs de maternelle qui, plus nombreux, mieux dotés scolairement, statutairement et symboliquement, mieux organisés syndicalement aussi, les méconnaissent le plus souvent ou les confinent dans des tâches de maternage ou d’animation peu conformes à leur formation. Cependant l'application du décret "petite enfance" en 2000 a permis aux éducateurs de jeunes enfants d'occuper des fonctions de direction ou de direction adjointe et d'acquérir en conséquence une nouvelle légitimité même si celle-ci n'est pas toujours reconnue statutairement par les employeurs. Ce glissement d'une fonction socio-éducative qui constituait le cœur de métier de l'EJE vers des fonctions de management fait actuellement l'objet de nombreux débats au sein de la profession qui craint que ce déplacement souhaité par de nombreux professionnels remette en cause l'identité et l'originalité du métier d'EJE.
Si comme l’explique Pierre Bourdieu à propos de la sociologie, “la puissance d’une méthode de pensée ne se manifeste jamais aussi bien que dans sa capacité de constituer en objets scientifiques des objets socialement insignifiants” , on pourrait dire que le métier d’éducateur de jeunes enfants consiste à rendre professionnellement légitimes des gestes et des objets traditionnellement considérés comme insignifiants et indignes. La petite enfance constitue en effet une nouvelle catégorie sociale qui, malgré une forte rhétorique de légitimation dont les médias se sont fait depuis de nombreuses années l’écho, s’impose difficilement sur le marché de l’emploi comme objet professionnel pertinent. Comme l'ont dit à plusieurs reprises des Ministres ou des responsables politiques, "on n'a pas besoin d'avoir un bac+3 pour changer les couches d'un jeune enfant"...En effet, la professionnalité des EJE, c’est-à-dire la capacité de mettre en œuvre des connaissances et des capacités visant à fonder une pratique, semble d’autant plus difficile à affirmer qu’ils évoluent  dans ce monde imperceptible du “presque rien”, selon l’expression de Vladimir Jankélévitch, qui relève d’un travail "relationnel” discret et socialement illisible dont les professionnels se refusent le plus souvent à objectiver les effets. À ce titre le métier d'éducateur de jeunes enfants appartient  bien à ces métiers du "soin à autrui", traduction en français du Care anglo-saxon qui désigne toutes ces activités professionnelles à forte connotation "féminine" ou "maternante" et par conséquent marquée par une faible reconnaissance sociale .
Pour accéder à ce métier il faut réussir le concours d'entrée dans l'une des 37 écoles agréées par le Ministère du travail, des relations sociales et de la solidarité, puis obtenir le Diplôme d'état d'éducateur de jeunes enfants (DEEJE) à l'issue des 3 années d'études dans cette école qui alterne cours théoriques (1500 heures) et stages pratiques (60 semaines). Reconnues depuis 2018 comme équivalentes au grade de licence (Niveau II), les formations d'EJE doivent être désormais couplées à des formations universitaires comme c'est le cas à l'IRTS de Montrouge-Neuilly sur Marne qui délivre plusieurs licences conjointes en convention avec l'université Sorbonne Paris Nord.
Depuis la réforme d'août 2018, les sélections d'entrée en formation d’Éducateur de Jeunes Enfants se déroulent en deux temps :
- une admissibilité via un dossier sur la plateforme Parcoursup ou Parcourplus en fonction de la situation
- un oral face à un jury qui finalise la sélection.

Il est possible de réaliser cette formation par la voie de l'apprentissage. On peut également obtenir le diplôme par la VAE (validation des acquis par l'expérience), en justifiant de 3 ans de travail en lien direct avec la formation.

### Suisse
En Suisse on compte aujourd'hui plus de 9000 éducateurs de l'enfance[réf. nécessaire]. Cette profession est très fortement féminisée.
La formation est effectuée au sein d'écoles supérieures (ES) et est accessible avec un diplôme du degré secondaire II complété par une expérience professionnelle dont la durée est variable selon les écoles (généralement un stage d'une année dans une institution sociale ou éducative). La formation dure trois ans et peut être suivie à la Chaux-de-Fonds, Genève, Lausanne ou Sion. Les détenteurs d'une formation d'assistant socio-éducatif (ASE) ont la possibilité d'effectuer la formation en deux ans.
Le salaire moyen selon le magazine "l'illustré" est de 6981 CHF. Et la grille des salaires de la ville de Genève se situe entre 5800 CHF à l'échelon 0 et 8500 CHF à l'échelon 20, en rappelant que le temps de travail en Suisse est de 40h par semaine. Selon les cantons, les professionnels bénéficient d’un temps de travail sans enfant afin de planifier les journées, activités et autres tâches administratives ou pédagogiques. La plupart des éducateurs de l'enfance travaillent dans des crèches, des accueils parascolaires ou des jardins d'enfants.